# Fascia bucco-pharyngé
Le fascia bucco-pharyngé est une lame cellulo-fibreuse du cou.

## Description
Le fascia bucco-pharyngé nait de la lame prétrachéale du fascia cervical.. Il est parallèle à la face médiale de la gaine carotidienne.Il est constitué du fascia buccinateur qui recouvre le muscle buccinateur et du fascia péripharyngien qui recouvre le muscle constricteur supérieur du pharynx. Ces deux parties se joignent au niveau du raphé ptérygomandibulaire.
Il est en contact avec les parties latérales de la glande thyroïde.